# Le Maître intrépide
Pour plus de détails, voir Fiche technique et Distribution.
Le Maître intrépide (雜家小子, Za jia xiao zi) est un film hongkongais réalisé par Sammo Hung, sorti en 1979.

## Synopsis
Sai-Po et Tai-Po sont deux frangins orphelins qui passent leur temps à escroquer les villageois. Leur combine est très bien organisée et réfléchie. Mais leurs manigances finissent par se retourner contre eux lorsqu'ils vont trouver sur leurs routes plus fort qu'eux : un sordide mendiant toujours accompagné d'un singe qui réussira à les voler à plusieurs reprises (et sans qu'ils ne le sachent), mais aussi un inquiétant expert du kung-fu nommé Ka Mo-To qui va leurrer et corriger ces derniers. N'ayant pas dit leur dernier mot, les deux frères lui demande de devenir leur maître pour se venger de celui-ci une fois avoir maîtrisé son kung-fu. Ce qu'ils ne savent pas, c'est que ce dernier cache un lourd passé de criminel...

## Fiche technique
- Titre français : Le Maître intrépide
- Titre original : 雜家小子 (Za jia xiao zi)
- Titre anglais : Knockabout
- Réalisation : Sammo Hung
- Scénario : Lau Tin-Chi et Huang Chik-Chin
- Musique : Frankie Chan
- Montage : Peter Cheung
- Photographie : Ricky Lau
- Production : Raymond Chow
- Société de production : Golden Harvest
- Pays d'origine : Hong Kong
- Genre : Film de kung-fu
- Durée : 100 minutes
- Date de sortie : 
  -  Hong Kong : 12 avril 1979

## Distribution
- Yuen Biao : Sai-Po alias "Lee Po-Pète"
- Sammo Hung : Le détective mendiant
- Lau Kar-wing : Ka Mo-To
- Leung Kar Yan : Tai-Po
- Mars : Tigre-chien
- Lee Hoi San : Sept-Mains
- Wang Kuang Yu : La "femme"
- Karl Maka : le chef de la police
- Peter Chan : le banquier
- Lau Tin-Chi : le père du banquier
- Chung Fat : le marchand de légumes / Gros-Yeux
- Pak-Kwong Ho : le propriétaire de la maison de jeu
- Hsi Chang : un aubergiste